# Johann Friedrich Rosenzweig

Scherenschnitt von Johann Friedrich Rosenzweig

Johann Friedrich Rosenzweig (* 1716 (1718) in Straßburg; † 28. Juni 1794 in Leipzig) war Universitätsreit- und Stallmeister an der Universität Leipzig.

## Familie
Rosenzweig entstammte der aus Böhmen stammenden adligen Familie Rosvick von Rosenzweig, die nach der Gegenreformation nach Elsass übersiedelte. Seine Vorfahren erhielten bereits 1612 in Böhmen durch den deutschen Kaiser Matthias (1557–1619) die Erhebung in den Adelsstand.
Rosenzweig war dreimal verheiratet und zeugte insgesamt 25 Kinder, wovon aber nur acht den Vater überlebten.
Ein Karl Friedrich Rosenzweig, vermutlich aus der ersten Ehe, war Regimentsstallmeister in Rathenow.
Der jüngste Sohn aus der zweiten Ehe mit Margarethe Dorothea geb. Faber († April 1767 in Leipzig) war:
- Karl Friedrich Rosenzweig ab 1822 auch Carl Friedrich von Rosenzweig (* 15. April 1767 in Leipzig; † 26. Januar 1845 in Dresden), deutscher Jurist, Beamter und Diplomat in Russland, zuletzt im Rang und mit Titel eines königlich-sächsischen Geheimen Legationsrates.[5] Seine Mutter starb nach der Geburt.

Eine Tochter war:
- Sophie Rosamunde Amalie Rosenzweig (* vor 1790–1844) heiratete den Juristen, königlich-sächsischen Oberappellationsrat und Rittergutsbesitzer von Särka und Stacha, Carl Traugott von Bose (1777–1855). Der Sohn des Paares, Carl Gustav Adolph von Bose (1817–1893) war wie der oben genannte Sohn von Rosenzweig im diplomatischen Dienst des Königreiches Sachsen tätig.[6]

## Leben
Rosenzweig war Sohn eines Beamten. Er selbst schlug nicht die gleiche Laufbahn ein. Es gelang ihm, beim Königlich Französischen Akademiestallmeister Baron von Zettwitz in Straßburg seiner Neigung nachzukommen und bei diesem die Reitkunst zu erlernen. Kurze Zeit bis 1740 war er in Brüssel Stallmeister beim Herzog von Aremberg.
Nachdem Rosenzweig im Jahr 1740 zum Universitätsreit- und Stallmeister in Leipzig wurde, gab er Reitunterricht für die – meist adligen – Studierenden der Universität Leipzig. Darüber hinaus hielt er Vorlesungen zur Pferdekunde. In ihm wird ein Vorläufer der Veterinärmedizin an der Leipziger Universität gesehen. Neben der Pferdehaltung und dem Reitunterricht widmete er sich Aspekten der Behandlung von Krankheiten sowie der Rosstäuscherei beim Pferdehandel. Dies schlug sich auch in seiner Schrift nieder, die er im Jahr 1780, auf Vorarbeiten von Baron Friedrich Wilhelm von Eisenberg fußend, dem kaiserlichen Stallmeister verfasste. So empfahl er u. a. bevor man ein Pferd auch bezahlt, sollte man es 24 Stunden im Stall haben und beobachten, um mögliche Fehler zu entdecken. Weiterhin sollten keine an den Gelenken beschmutzten Tiere gekauft werden, weil die Fehlerstellen damit verborgen werden sollen, die den Wert des Pferdes herabsetzen würden.
Rosenzweig war Mitglied der Leipziger Freimaurerloge Minerva. Von 1744 bis 1746 war er Meister vom Stuhl. Es ist sicher, dass das nicht sein einziges freimaurerisches Betätigungsfeld gewesen war. Er war offenbar auch Visiteur der Mutterloge „Zu den drei Weltkugeln“ in Berlin. Von 1776 bis 1781 war er zudem mit der Matrikelnummer 19 eingetragen in der Matrikel der Leipziger Loge Balduin zur Linde. Die nächstfolgende Matrikelnummer der gleichen Loge verzeichnet keinen Geringeren als den Direktor der Mal- und Zeichenakademie Adam Friedrich Oeser. Rosenzweig war 1780–1781 deputierter Meister vom Stuhl bei Balduin.

## Werke
- Baron [Friedrich Wilhelm] von Eisenberg: Des Herrn Baron von Eisenberg entdeckte Roßtäuscherkünste zur Vermeidung von Betrügereien bey dem Pferdekaufen, mit Anmerkungen, Erläuterungen und Zusätzen von Johann Friedrich Rosenzweig. Leipzig 1780.